# エルンスト・ヴィンディシュ
エルンスト・ヴィルヘルム・オスカー・ヴィンディシュ（Ernst Wilhelm Oskar Windisch、1844年9月4日 - 1918年10月30日）は、ドイツの言語学者、文献学者。比較言語学、インド学、ケルト学を研究した。

## 生涯
ヴィンディシュはドレスデンで生まれた。1863年にライプツィヒ大学に入学して古典文献学、ゲルマン語学、サンスクリット、比較言語学を学んだ。このときヘルマン・ブロックハウスの影響でケルト研究に関心を持った。1867年に博士の学位を得た後、ライプツィヒのトーマス学校で教えた。1869年からライプツィヒ大学のサンスクリットと比較言語学の私講師として教えた。
1870年から翌年にかけてイギリスに旅行した。ロンドンではインド省でサンスクリット写本を研究し、またケルト語の研究を行った。翌1871年にはダブリンを訪れてホイットリー・ストークスの知遇を得た。
1871年、27歳でライプツィヒ大学の員外教授に就任した。翌1872年にはハイデルベルク大学の比較文献学の正教授に移った。1875年にはストラスブール大学に移り、ここで最初のアイルランド語に関する講義を行った。1877年には母校のライプツィヒに戻ってサンスクリットの教授に就任し、没するまでの41年間その任にあった。
1873年、経済学者ヴィルヘルム・ロッシャーの娘のベルタと結婚した。息子に神学者のハンス・ヴィンディシュ（ドイツ語版、1881-1935）がある。
1918年、ライプツィヒで没した。

## 主な著書

### 比較言語学
ベルトルト・デルブリュックと共著で『統辞論研究』（全5巻、1871-1888）を出版した。
- Syntaktische Forschungen. Halle an der Saale: Buchhandlung des Waisenhauses. (1871-1888)

### インド学
1881年のベルリン東洋学者会議の発表で、ヴィンディシュはインドの演劇がギリシアの影響下に成立したと主張したが、この説は多くの反論にあった。
- Der griechische Einfluss im indischen Drama. Berlin: A. Asher & Co. (1882)

ヴェーダからの抜粋を語彙を注釈つきで出版した。
- Zwölf Hymnen des Rigveda mit Sāyaṇa's Commentar. Lepzig: S. Hirzel. (1883)

ヴィンディシュはまたパーリ語文献についても研究した。
- Iti-Vuttaka. London: Pali Text Society. (1889)
- “Māra und Buddha”. Abhandlungen der Philologisch-Historischen Klasse der königlich Sächsischen Gesellschaft der Wissenschaften (Leipzig: S. Hirzel) 36 (4). (1895).
- “Buddhas Geburt und die Lehre von der Seelenwanderung”. Abhandlungen der Philologisch-Historischen Klasse der königlich Sächsischen Gesellschaft der Wissenschaften (Leipzig: S. Hirzel) 55 (2). (1908).

『サンスクリット文献学およびインド古代研究の歴史』は没後にかけて出版された（全2巻）。
- Geschichte der Sanskrit-Philologie und Indischen Altertumskunde. Strassburg: Karl J. Trübner. (1917-1920) 巻1 巻2

### ケルト学
ヴィンディシュはとくに中期アイルランド語の研究者であった。
ヴィンディシュはアイルランド語の文献を収集し、ストークスと協力してその校訂本を語彙集とともに刊行した。
- Irische Texte. Leipzig: S. Hirzel. (1880-1900) 巻1 巻2 巻3 巻4

また、代表的な叙事詩である『クーリーの牛争い』のレンスター版を、ドイツ語訳・注釈・語彙集をつけて出版した。
- Die altirische Heldensage, Táin bó Cúalnge. Leipzig: S. Hirzel. (1905)

ほかにアイルランド語文法書などを出版している。
- Kurzgefasste Irische Grammatik. Leipzig: S. Hirzel. (1879)
- “Das Keltische Brittannien bis zu Kaiser Arthur”. Abhandlungen der Philologisch-Historischen Klasse der königlich Sächsischen Gesellschaft der Wissenschaften (Leipzig: S. Hirzel) 60 (6). (1912).